# Миллер, Джордан (баскетболист)
Джордан Тайлер Миллер (англ. Jordan Tyler Miller; род. 23 января 2000 года, Анахайм, Калифорния) — американский баскетболист, выступающий на позиции защитника. Игрок клуба НБА «Лос-Анджелес Клипперс».

## Старшая школа и колледж
Джордан Тайлер Миллер родился 23 января 2000 года в Анахайме, штат Калифорния. Вырос в Мидлберге, штат Виргиния, учился в старшей школе Лаудон-Вэлли в Перселлвилле. В 11-м классе привёл команду школы к чемпионству штата с разницей побед и поражений 30—1, за что был назван игроком года Виргинии.
В 2018 году поступил в Университет Джорджа Мейсона, где продолжил играть в баскетбол. Во второй половине дебютного сезона стал стартовым игроком команды, набрав в 17 матчах в среднем 10,4 очков и 7,1 подборов за игру. В следующем году улучшил свои показатели, набирая в среднем 12,7 очков и 5,3 подборов. На третьем курсе в среднем набирал 15,8 очков и был включён в 3-ю сборная всех звёзд конференции Atlantic 10.
Летом 2021 года перешёл в Университет Майами. В дебютном сезоне набирал в среднем за игру 10 очков, 5,9 подборов, 1,1 передач и 1,8 перехватов. Летом 2022 года Миллер решил продолжить выступление за «Харрикейнс» ещё на сезон, воспользовавшись соответствующим правом, предоставляемым студентам, которые выступали в прерванном из-за пандемии коронавируса сезоне 2019/20. Сезон завершил со средними показателями в 15,3 очков, 6,2 подборов, 2,7 передач и 1,2 перехватов, а также был включён в 2-ю сборная всех звёзд Конференции атлантического побережья. С командой вышел в Мартовское безумие, где в матче регионального финала против «Техас Лонгхорнс» реализовал семь из семи бросков, а также 13 штрафных бросков, принеся «Майами» победу (88:81). Он стал первым за 31 год игроком после Кристиана Леттнера, реализовавшим как минимум семь бросков без промахов в игре турнира NCAA.

## Профессиональная карьера
На драфте НБА 2023 года был выбран во втором раунде под общим 48-м номером командой «Лос-Анджелес Клипперс», с которой подписал двухсторонний контракт 7 августа. Сперва выступал за аффилированный клуб Джи-Лиги «Онтэрио Клипперс». В НБА дебютировал 26 октября в игре с командой «Портленд Трэйл Блэйзерс», набрав 2 очка за 4 минуты. 1 марта 2025 года подписал с «Лос-Анджелесом» 4-летний контракт на 8,3 миллиона долларов.

## Статистика

### Статистика в НБА
| Сезон                                                                                    | Команда  | Регулярный сезон | Регулярный сезон | Регулярный сезон | Регулярный сезон | Регулярный сезон | Регулярный сезон | Регулярный сезон | Регулярный сезон | Регулярный сезон | Регулярный сезон | Регулярный сезон | Серия плей-офф | Серия плей-офф | Серия плей-офф | Серия плей-офф | Серия плей-офф | Серия плей-офф | Серия плей-офф | Серия плей-офф | Серия плей-офф | Серия плей-офф | Серия плей-офф |
| Сезон                                                                                    | Команда  | GP               | GS               | MPG              | FG%              | 3P%              | FT%              | RPG              | APG              | SPG              | BPG              | PPG              | GP             | GS             | MPG            | FG%            | 3P%            | FT%            | RPG            | APG            | SPG            | BPG            | PPG            |
| ---------------------------------------------------------------------------------------- | -------- | ---------------- | ---------------- | ---------------- | ---------------- | ---------------- | ---------------- | ---------------- | ---------------- | ---------------- | ---------------- | ---------------- | -------------- | -------------- | -------------- | -------------- | -------------- | -------------- | -------------- | -------------- | -------------- | -------------- | -------------- |
| 2023/24                                                                                  | Клипперс | 8                | 0                | 3,5              | 55,6             | 50,0             | 100,0            | 0,6              | 0                | 0                | 0                | 1,6              | Не участвовал  | Не участвовал  | Не участвовал  | Не участвовал  | Не участвовал  | Не участвовал  | Не участвовал  | Не участвовал  | Не участвовал  | Не участвовал  | Не участвовал  |
| 2024/25                                                                                  | Клипперс | 37               | 0                | 11,4             | 43,3             | 21,1             | 80,0             | 1,6              | 0,9              | 0,5              | 0,1              | 4,1              | 3              | 0              | 4,3            | 42,9           | 0              | 50,0           | 0,7            | 1,3            | 1,0            | 0              | 2,3            |
|                                                                                          | Всего    | 45               | 0                | 10,0             | 44,1             | 22,5             | 81,1             | 1,4              | 0,8              | 0,4              | 0,1              | 3,7              | 3              | 0              | 4,3            | 42,9           | 0              | 50,0           | 0,7            | 1,3            | 1,0            | 0              | 2,3            |
| Наведите курсор мыши на аббревиатуры в заголовке таблицы, чтобы прочесть их расшифровку. |          |                  |                  |                  |                  |                  |                  |                  |                  |                  |                  |                  |                |                |                |                |                |                |                |                |                |                |                |

### Статистика в NCAA
| Сезон | Команда       | Conf          | Class         | GP  | GS  | MPG  | FG%  | 3P%  | FT%  | RPG | APG | SPG | BPG | PPG  |
| --- | ------------- | ------------- | ------------- | --- | --- | ---- | ---- | ---- | ---- | --- | --- | --- | --- | ---- |
| 2018/19 | Джордж Мейсон | Atlantic 10   | FR            | 17  | 16  | 29,6 | 61,2 | 33,3 | 61,7 | 7,1 | 0,6 | 0,8 | 0,8 | 10,4 |
| 2019/20 | Джордж Мейсон | Atlantic 10   | SO            | 32  | 32  | 32,4 | 44,8 | 33,0 | 70,1 | 5,3 | 1,4 | 1,1 | 0,2 | 12,7 |
| 2020/21 | Джордж Мейсон | Atlantic 10   | JR            | 20  | 18  | 32,9 | 46,3 | 33,3 | 77,5 | 6,1 | 2,0 | 1,0 | 0,4 | 15,8 |
| 2021/22 | Майами        | ACC           | JR            | 36  | 30  | 30,8 | 56,1 | 29,2 | 70,6 | 5,9 | 1,1 | 1,8 | 0,6 | 10,0 |
| 2022/23 | Майами        | ACC           | SR            | 37  | 37  | 35,0 | 54,5 | 35,2 | 78,4 | 6,2 | 2,7 | 1,2 | 0,4 | 15,3 |
| Всего | Всего         | Всего         | Всего         | 142 | 133 | 32,4 | 51,5 | 32,9 | 72,9 | 6,0 | 1,7 | 1,2 | 0,4 | 12,8 |
| Джордж Мейсон | Джордж Мейсон | Джордж Мейсон | Джордж Мейсон | 69  | 66  | 31,9 | 48,1 | 33,2 | 70,6 | 5,9 | 1,4 | 1,0 | 0,4 | 13,0 |
| Майами | Майами        | Майами        | Майами        | 73  | 67  | 32,9 | 55,1 | 32,7 | 75,6 | 6,1 | 1,9 | 1,5 | 0,5 | 12,7 |
| Наведите курсор мыши на аббревиатуры в заголовке таблицы, чтобы прочесть их расшифровку Статистика приведена с сайта sports-reference.com |               |               |               |     |     |      |      |      |      |     |     |     |     |      |